# Палаццо-Феррерія
Палаццо Феррерія (мальт. Palazzo Buttiġieġ-Francia) — національний пам'ятник 1-го класу,  палац, розташований неподалік від входу до Валлетти, столиці Мальти. Побудований наприкінці 19 століття за  проєктом архітектора Джузеппе Бонавіа.

## Історія
На місці нинішнього Палаццо Феррерія була колишня ливарна майстерня ордена Святого Іоанна для виготовлення лицарського зброї. Джузеппе Буттігіг і його дружина Джованна Камільєрі придбали землю в уряду, і   побудували Палаццо Ферреро в кінці 19-го століття. На фасаді будівлі чітко видно герби Буттігіг і Камільєрі. Палац був приданим для їхньої дочки Терези Баттігіг. Вона вийшла заміж за полковника Джона Луї Франсіа, в честь якого палац на деякий час   отримав свою назву. Франсіа був іспанським громадянином британської колонії Гібралтар. Вони зустрілися на Мальті, коли Франсіа був на службі в британській армії. Сім'я Франсіа жила в палаці до кінця Другої світової війни. Війна зруйнувала або частково пошкодила більшість будівель в Валлетті.  Лейбористський  уряд на чолі з Домініком Мінтофф орендував частину палацу у Франсіа для департаменту громадських робіт, щоб відновити   Валлетту після військових руйнувань. Сім'я зберегла невелику частину палацу в якості квартири, яка тепер використовувалась, як кабінет  мальтійського уряду. Франсіа продав палац в 1979 році уряду, який перебував під управлінням прем'єр-міністра Мальти Домініком Мінтофф. Сьогодні у нижній частині палацу розміщена низка магазинів.  

## Опис будівлі
Палаццо Феррерія  є першою будівлею, в якій з'явилися дерев'яні балкони на фасадах.   Це другий за величиною палац у Валлетті. Архітектором Палаццо Ферреро є Джузеппе Бонавіа, який також спроектував вежу Лія Бельведер і Ла   Борса. Бонавіа - перший архітектор, який ввів дерев'яні балкони на фасадах, починаючи з Палаццо Ферреро.

## Галерея

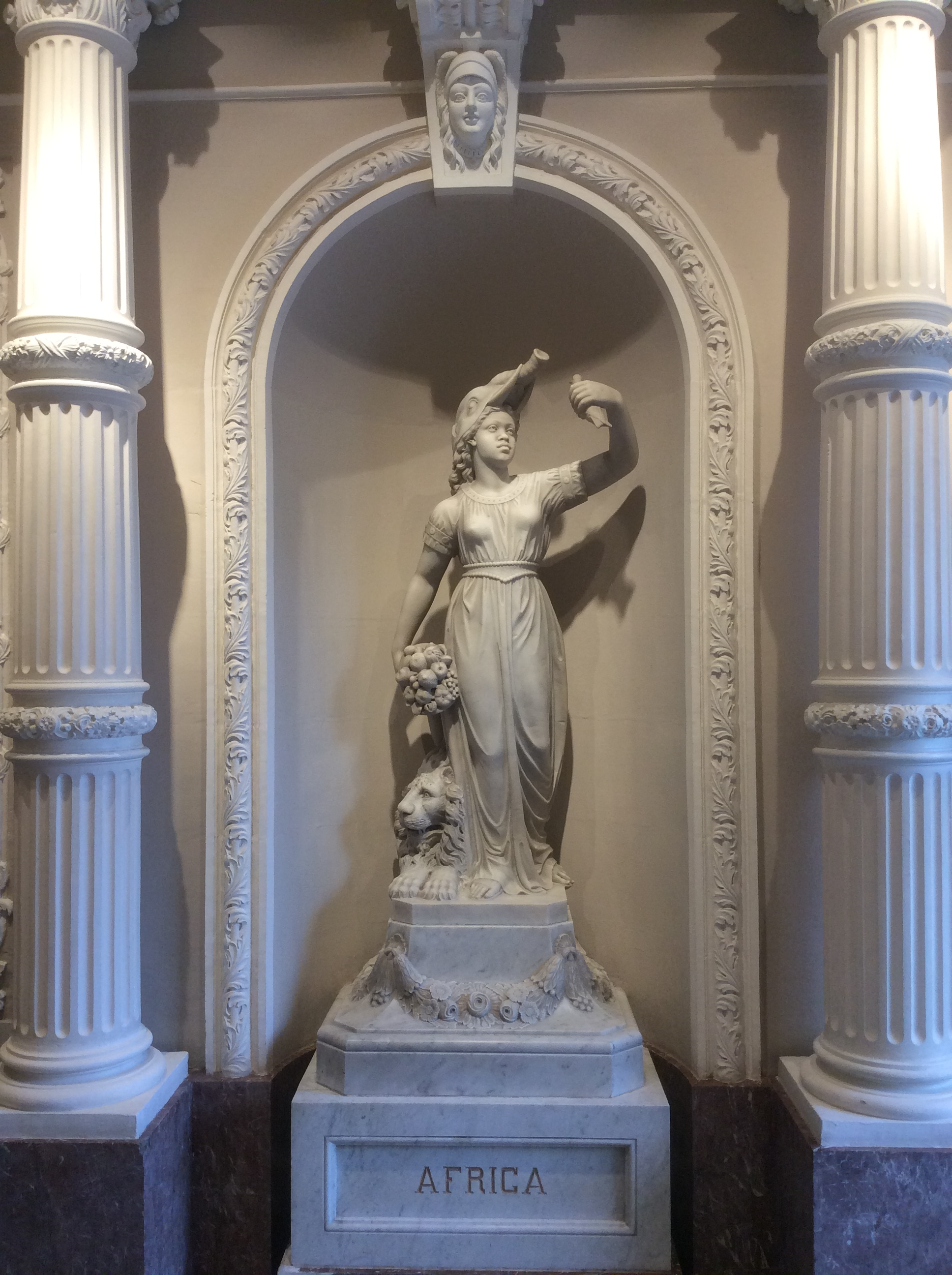
Статуя, яка уособлює Африку.
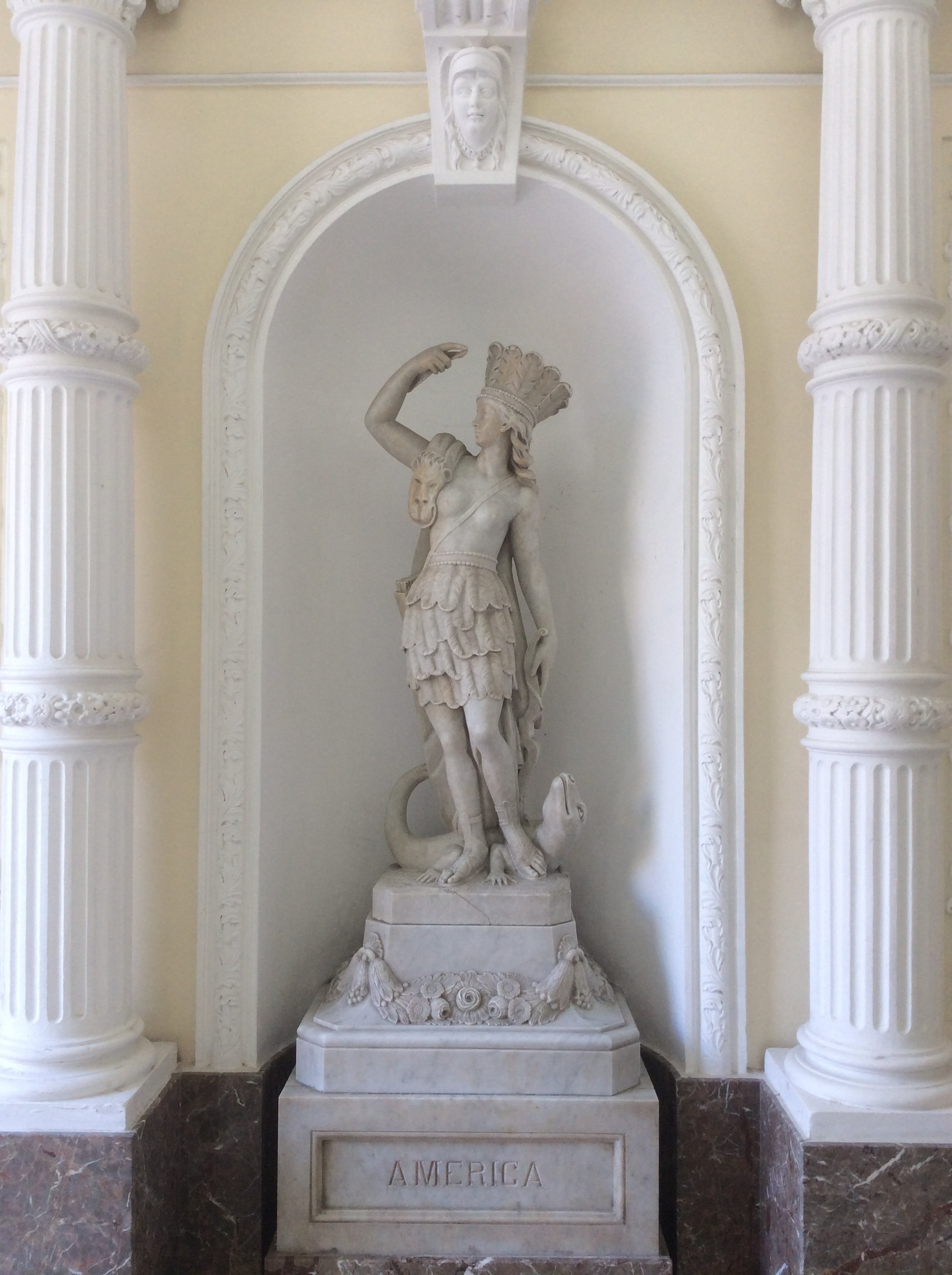
Статуя, уособлення Америки.
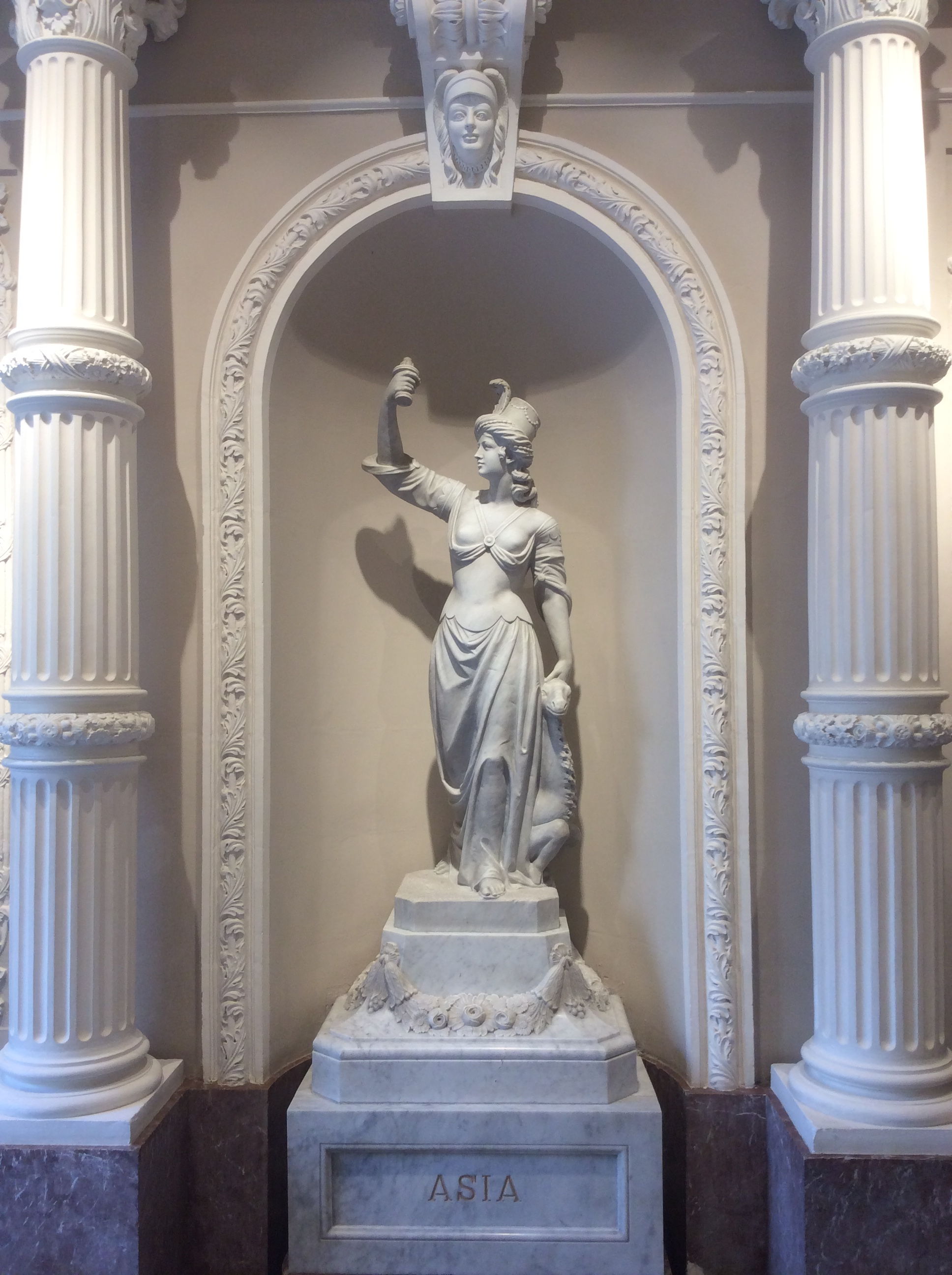
Статуя, уособлення Азії.
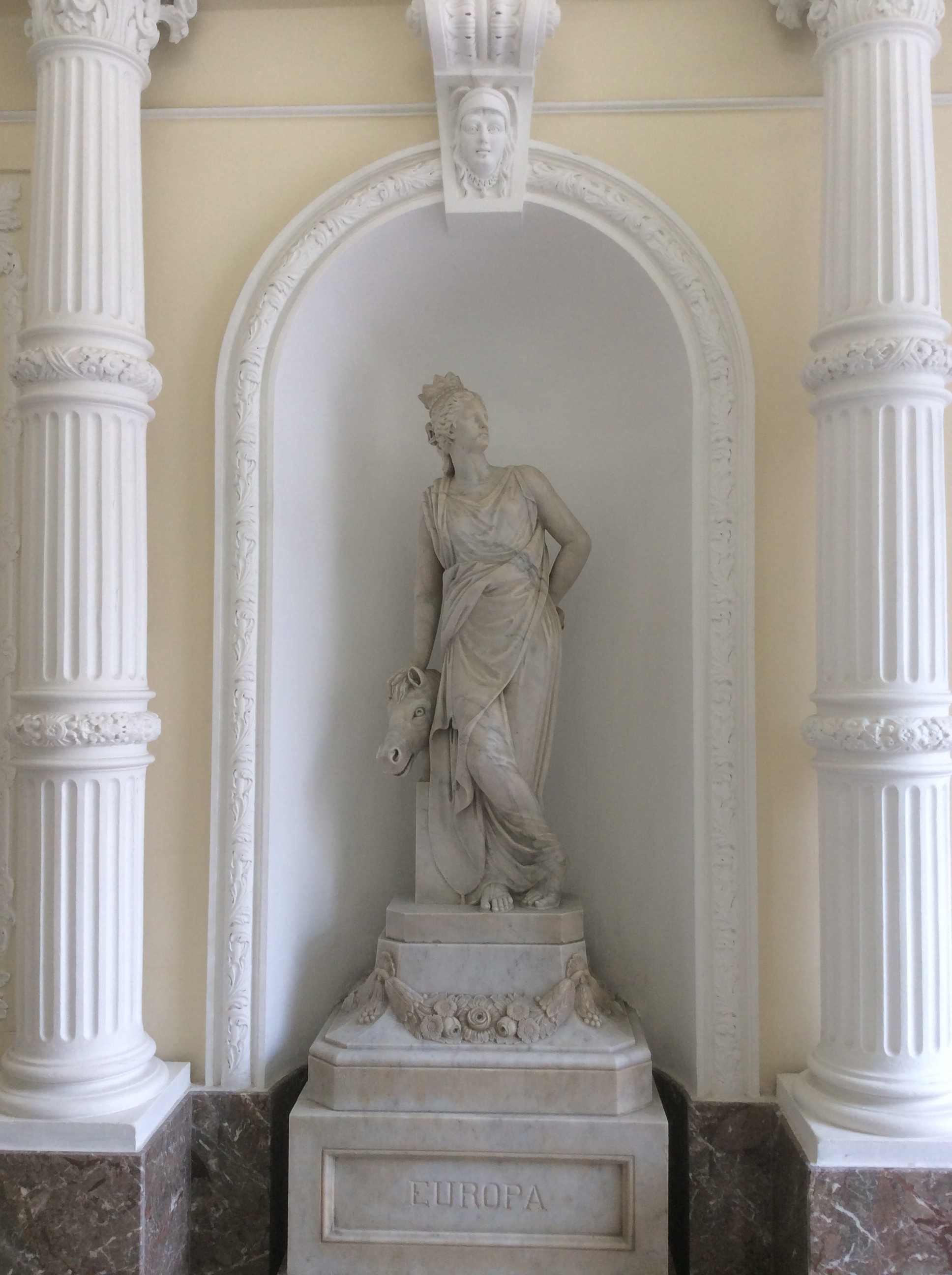
Статуя, уособлення Європи.